# Batalha do vau de Jacó
A Batalha do vau de Jacó (em latim: Vadum Iacob) foi uma batalha das cruzadas, travada no final de agosto de 1179 entre o Reino Latino de Jerusalém e as forças muçulmanas de Saladino que fizeram cerco a esta fortificação conhecida por Fortaleza de Chastelet. A vitória deste último foi e é considerada um grande revés para o referido estado cristão e a sua presença na região.
Em consequência disso o papa Alexandre III mandou editar a bula Ad vestram non dubitamus, dirigida aos arcebispos e bispos para receberem condignamente os peregrinos que regressavam, atendendo que a Santa Sé tinha obrigação de confortar os que padeciam em defesa da fé, e recomendava para que honrassem ainda mais do que era costume fazê-lo os cavaleiros templários, precisamente pela sua contribuição na supervisão da construção deste forte e sua defesa que levou à morte de muitos deles.
O local também é conhecido em hebraico moderno como Ateret.